# Amador City (Californie)
Pour les articles homonymes, voir Amador.
Amador City est une ville du comté d'Amador, en Californie, aux États-Unis. Selon le recensement des États-Unis de 2010 sa population était de 185 habitants. Selon le Bureau de Recensement, la ville a une superficie totale de 0,81 km2.

## Démographie
| 1880 | 1890 | 1920 | 1930 | 1940 | 1950 |
| ---- | ---- | ---- | ---- | ---- | ---- |
| 824  | 984  | 377  | 171  | 249  | 151  |

| 1960 | 1970 | 1980 | 1990 | 2000 | 2010 |
| ---- | ---- | ---- | ---- | ---- | ---- |
| 202  | 156  | 136  | 196  | 196  | 185  |